# MFK Košice
Az MFK Košice egy szlovák labdarúgócsapat volt Kassa városából, 1952-ben alapították. A szlovák bajnokságot 2, a szlovák kupát pedig öt alkalommal nyerték meg, illetve egyszer sikerült elhódítaniuk a csehszlovák kupát. Az 1997-98-as szezonban az UEFA Bajnokok ligája főtábláján szerepelt a csapat. A klub 2017-ben megszűnt.

## Története
A klubot 1952-ben alapították Telovýchovná jednota Spartak VSS néven az 1903-ban alapított, korábbi magyar élvonalbeli Kassai Atlétikai Club és az 1943-ban alapított, a kassai szlovák közösséget képviselő korábbi csehszlovák élvonalbeli Športový klub Jednota Košice csapatainak utódjaként. A klub először 1956-ban jutott fel a csehszlovák élvonalba, viszont a szezon végén utolsó helyezettként kiestek a bajnokságból. A klub 1958-ban ismét feljutott a csehszlovák élvonalba, és egészen 1981-ig néhány szezon kivételével tagja is volt annak; ez idő alatt számos rangadót játszottak a városi rivális Lokomotíva Košice ellen.
Legjobb helyezését a csehszlovák bajnokságban 1971-ben érte el, amikor ezüstérmes lett a Spartak Trnava mögött, olyan játékosokkal mint az Európa-bajnok Jaroslav Pollák és Ján Pivarník, a világbajnoki ezüstérmes Jozef Bomba, valamint az olimpiai ezüstérmes Anton Švajlen. A klub 1993-ban bajnok lett a másodosztályban és az utolsó csehszlovák kupagyőztes lett, a döntőben a Břeclav csapatát legyőzve. A klub az 1993–1994-es idényt a szlovák bajnokságban kezdte el. A klub 1997-ben és 1998-ban is szlovák bajnok lett, valamint az 1997-98-as szezonban az UEFA-bajnokok ligája csoportkörében szerepelt. A 2002–2003-as szezon végén a Košice kiesett a szlovák élvonalból, azonban 2006-ban ismét visszajutottak. A klub 2009-ben és 2014-ben is szlovák kupagyőztes lett. 2015-ben a klub pénzügyi helyzete miatt nem kapott engedélyt a következő élvonalbeli idényre, ezért a 2015-2016-os szezont a másodosztályban kezdték el.
A klub 2017 júliusában megszűnt.

## Sikerek
- Corgoň Liga (1939 – 1944, 1993 – 2017)
  - Bajnok: 1996–97, 1997–98
  - Második: 1994–95, 1995–96, 1999–00
- Szlovák kupa (1961 – 2017)
  - Győztes: 1973, 1980, 1993, 2009, 2014
  - Második: 1981, 1998, 2000
- Szlovák szuperkupa (1993 – 2017)
  - Győztes: 1997
  - Második: 1998, 2009, 2014
- Szlovák másodosztály (1993 – 2017)
  - Bajnok: 2005–06, 2016–17
- Csehszlovák labdarúgó-bajnokság (1925 – 1938, 1945 – 1993)
  - Második: 1970–71
- Csehszlovák kupa (1961 – 1993)
  - Győztes: 1993
  - Második: 1964, 1973, 1980

## Nemzetközi kupákban való szereplések
| Kiírás                      | M  | Gy | D | V  | RG/KG | G   |
| --------------------------- | -- | -- | - | -- | ----- | --- |
| UEFA-bajnokok ligája        | 14 | 6  | 1 | 7  | 22-17 | +5  |
| UEFA-kupa és Európa-liga    | 20 | 7  | 4 | 9  | 27-39 | –12 |
| Kupagyőztesek Európa-kupája | 4  | 3  | 0 | 1  | 5-4   | +1  |
| Intertotó-kupa*             | 4  | 2  | 2 | 0  | 10-7  | 3   |
| Összesen                    | 42 | 18 | 7 | 17 | 64-67 | –3  |

## Korábbi elnevezések
| Klubnév               | Időszak   |
| --------------------- | --------- |
| TJ Spartak VSS        | 1952–1956 |
| TJ Spartak            | 1956–1957 |
| TJ Jednota            | 1957–1962 |
| TJ VSS                | 1962–1979 |
| ZŤS                   | 1979–1990 |
| ŠK Unimex Jednota VSS | 1990–1992 |
| 1. FC                 | 1992–2004 |
| MFK                   | 2005–2015 |
| FC VSS                | 2015–2017 |

## Híresebb játékosok
| - Bohumil Andrejko - Jozef Bomba - Jaroslav Boroš - Titus Buberník - Kamil Čontofalský - Andrej Daňko - Jozef Desiatnik - Peter Dzúrik - Pavol Diňa - Karol Dobai - Alexander Felszeghy - Dušan Galis - Michal Hipp - František Hoholko - Vladimír Janočko - Štefan Jutka | - Július Kánássy - Ivan Kozák - Ján Kozák - Jozef Kožlej - František Králka - Andrej Kvašňák - Ruslan Lyubarskyi - Nemanja Matić - Marko Milinković - Ladislav Molnár - Németh Szilárd - Ján Novák - Ján Pivarník - Jaroslav Pollák - Marek Sapara - Róbert Semeník | - Adolf Scherer - Miroslav Sovič - Ján Strausz - Július Šimon - Juraj Šomoši - Marek Špilár - Jozef Štafura - Ladislav Štovčík - Anton Švajlen - Ladislav Tamáš - Vladimír Weiss - Radoslav Zabavník - Rudolf Zibrínyi - Vladislav Zvara - Telek András |